# Timothy Schürmann
Timothy Schürmann (* 15. Mai 2001 in Basel) ist ein Schweizer American-Football-Spieler auf der Position des Outside Linebackers.

## Werdegang
Schürmann war in seiner Jugend zunächst im Tennis aktiv. Durch seine Schwester, die damals Cheerleaderin war, wurde er auf American Football aufmerksam. So begann er 2014 als Dreizehnjähriger bei den Gladiators beider Basel mit dem Sport. In den ersten Jahren kam er sowohl in der Offensive als Tight End als auch in der Defensive als Defensive End zum Einsatz. Trotz seines jungen Alters wurde er ab seiner zweiten Saison bereits in der U19-Mannschaft eingesetzt. Mit dieser wurde er 2016 Schweizer Juniorenmeister. Im Herbst 2017 gewann er mit den Gladiators zudem die U16-Meisterschaft. Anschließend war er Teil der Europe Warriors beim Intercontinental Bowl gegen ein mexikanisches Team in Mexiko. In der Saison 2018 war Schürmann Teil der U17-Mannschaft der Schwäbisch Hall Unicorns. Zudem wurde er in die baden-württembergische Landesjugendauswahl Lions berufen, mit der er das Länderturnier gewann. Im Frühjahr 2019 spielte er erneut für die Gladiators in Basel.
Im Sommer 2019 wurde Schürmann in die NFL Academy, einer von der NFL bezahlten High School in London, aufgenommen. Dort wurde er hauptsächlich als Linebacker eingesetzt. Als einer von acht Academy-Spielern nahm er 2020 am High School Pro Bowl in Orlando teil. Nach der Saison 2021 wurde Schürmann von seinen Mitspielern zum Spieler des Jahres gewählt. 2022 wurde Schürmann von den Schwäbisch Hall Unicorns für die GFL-Saison verpflichtet. Mit 38 Tackles, zwei Sacks und zwei Interceptions in zehn Spielen trug er zum Gewinn des deutschen Meistertitels bei. Darüber hinaus siegte er mit den Unicorns im CEFL Bowl.
Für die Saison 2023 unterschrieb Schürmann einen Vertrag bei den Helvetic Guards aus der European League of Football (ELF).
Parallel zum American Football war Schürmann auch für die Basel Barbarians im Flag Football sowie für die BBD Cheetahs im Touch Football aktiv. Während seiner Zeit bei den Barbarians wurde er 2016 als Team MVP der U16 ausgezeichnet.